# Costa Luminosa
Costa Luminosa — итальянское круизное судно-гибрид классов Vista и Spirit в собственности компании Costa Crociere было построено на итальянской верфи Fincantieri - Cantieri Navali Italiani S.p.A. в Порто Маргера (район Венеции) в 2009 году и ходит под итальянским флагом между портами Балтийского моря. Судном-близнецом является Costa Deliziosa.

## История
Киль судна был заложен на итальянской верфи Fincantieri 5 октября 2007 года, и судно было спущено на воду 5 июня 2009 года в Генуе, одновременно с другим круизным судном, Costa Pacifica. Его «крёстной» при этом выступила многократная олимпийская чемпионка Валентина Веццали (Valentina Vezzali). Это был первый случай в истории судостроения, когда на воду одновременно спускались два судна.

## Маршруты
- Зимой 2009/2010 годов Costa Luminosa совершила 7-дневное плаванье от Дубая по Персидскому и Оманскому заливам.
- Летом 2010 года судно проследовало из Амстердама в Норвегию, затем в Гренландию, Исландию и по Балтийскому морю.
- Осенью 2010 — от Савоны на Канарские острова и по западной части Средиземного моря.
- В зимний сезон 2010/2011 — 7-дневные плаванья от Дубая по Персидскому и Оманскому заливам, 1 круиз к берегам Индии и Мальдивским островам.
- Летом 2011 — 7-дневные путешествия от Копенгагена к южной Норвегии и по Балтийскому морю.
- Осенью 2011 года- от Савоны по Западному Средиземноморью.
- Зимой 2011/2012 и весной 2012 года — круиз от Пуант-а-Питра (Гваделупа) по островам Карибского моря.
- C 6 января 2016 года лайнер отбыл в кругосветное путешествие из порта Генуи.

Летом 2012 и в 2013 году Costa Luminosa вновь совершала рейсы от Копенгагена к берегам южной Норвегии и по Балтийскому морю.
Весной 2017 года корабль совершал рейсы по  Италии и по Балканам
- Costa Luminosa отправляется из Таллина 11 июля 2012 года
- Судно ходит под этим флагом

## На борту
Costa Luminosa располагает велнесс-центром (под названием Samsara Spa) общей площадью в 3.500 м². На борту расположены 1.130 пассажирских кают, 23 из которых предназначены для приёма инвалидов. Судно располагает 2 плавательными бассейнами, театром высотой в три палубы (в носовой части), площадкой для игры в гольф, казино. В центральном зале, взметнувшимся ввысь через все 13 палуб, находятся 3 застеклённых кабины лифтов. Здесь же расположена и бронзовая статуя Фернандо Ботеро «Donna sdraiata 2004» весом в 910 килограмм.
Согласно такому же проекту построено ещё одно круизное судно фирмы Costa Crociere — Costa Deliziosa.